# 19 (nombre)
Pour les articles homonymes, voir 19 (homonymie).
Le nombre 19 (dix-neuf) est l'entier naturel qui suit 18 et qui précède 20.

## En mathématiques
Le nombre 19 est :
- le huitième nombre premier (jumeau avec 17, cousin avec 23 et sexy avec 13) ;
- l'exposant du septième nombre de Mersenne premier ;
- un nombre premier super-singulier ;
- le sixième nombre premier non brésilien ;
- un nombre de Keith, parce qu'il apparaît dans une suite de type Fibonacci commençant par ses chiffres en base dix : 1, 9, 10, 19 … ;
- un nombre triangulaire centré, un nombre hexagonal centré et un nombre octaédrique ;
- un nombre de Heegner ;
- un nombre premier long ;
- la somme des trois premières puissances de 2 d'exposant carré {\displaystyle (2^{0^{2}}+2^{1^{2}}+2^{2^{2}}=19)}.

Tout entier naturel non nul est la somme d'au plus 19 puissances quatrièmes d'entiers.
Le développement décimal de 1/19 a une période de longueur maximale de dix-huit chiffres.
Il existe un critère de divisibilité par 19 très simple : un nombre de la forme 10a + b est divisible par 19 si et seulement si a + 2b l'est.
En base dix, le répunit R19 dont l'écriture comporte 19 fois le chiffre 1 est premier, c'est donc le premier répunit en base dix à être premier brésilien.

## Dans d'autres domaines
Le nombre 19 est aussi :
- Le numéro atomique du potassium, un métal alcalin.
- le numéro de la sourate Maryam dans le Coran.
- Le dix-neuvième état à entrer dans l'union des États-Unis fut l'Indiana.
- Le sous-marin soviétique K-19 fut le premier sous-marin nucléaire balistique soviétique.
- Au bout d'environ dix-neuf années juliennes les nouvelles lunes reviennent exactement aux mêmes dates, c'est ce qu'on appelle le cycle de Méton valant 235 lunaisons.
- Le nombre de communes de la Région de Bruxelles-Capitale.
- Le nombre d'années de mariage pour les noces de cretonne.
- Le no  du département français de la Corrèze.
- Années historiques : -19, 19, ou 1919.
- Au golf, le dix-neuvième trou est le bar du club.
- Le numéro de l'autoroute française A19 qui part de Sens sur l'A5 pour atteindre Chevilly sur l'A10.
- Un nombre récurrent dans la série de romans La Tour sombre de Stephen King.
- Ligne 19
- 19 est un album de la chanteuse Adele paru en 2008.
- Nineteen Minutes est un roman de Jodi Picoult.
- L'avion Mikoyan-Gourevitch MiG-19.
- Le Covid-19